# Andy Tonkovich
Andrew Edward Tonkovich, detto Andy (Wheeling, 1º novembre 1922 – Inverness, 2 settembre 2006), è stato un cestista statunitense, professionista nella BAA.

## Carriera
Fu prima scelta al draft BAA 1948.